# Нацагийн Багабанди
Нацагийн Багабанди е монголски държавник, президент на Монголия от 20 юни 1997 г. до 24 юни 2005 г.

## Биография
Роден е на 22 април 1950 г. в Яру, аймак Завхан, в селско семейство. Завършил е Ленинградския колеж по хладилна промишленост, Одеския технологичен институт за хранителна промишленост (1980), Академията за социални науки към ЦК на КПСС (1987). Доктор по философия.
През 1979 г. се присъединява към Монголската народна революционна партия. През 1997 г. прекратява членството в партията във връзка с избирането му за президент. След като подава оставка като държавен глава през 2005 г., той възстановява членството си в Монголската народна партия.